# Jan Gerlicz
Jan Kanty Gerlicz herbu Lis z odmianą (ur. 30 stycznia 1900 w Stojeszynie, zm. 15 lipca 1936 w Lublinie) – podporucznik kawalerii Wojska Polskiego, kawaler Orderu Virtuti Militari.

## Rodzina
Syn Aleksandra Henryka Gerlicza i jego żony Róży z domu Łempickiej. Ożenił się z Hanną Wydżga, z którą miał syna Jana. Jego siostrą była Stefania Broniewska – łączniczka Narodowych Sił Zbrojnych, sanitariuszka podczas powstania warszawskiego.

## Życiorys
Uczestniczył w walkach Legionów Polskich. Następnie w stopniu podporucznika brał udział w wojnie polsko-bolszewickiej w szeregach 8 pułku ułanów, a za swoje czyny otrzymał Order Virtuti Militari. Został zweryfikowany w stopniu podporucznika ze starszeństwem z dniem 1 listopada 1919. W latach 20. pozostawał oficerem rezerwowym 8 pułku ułanów. W 1934 jako podporucznik rezerwy kawalerii był przydzielony do Oficerskiej Kadry Okręgowej nr II jako oficer przewidziany do użycia w czasie wojny i pozostawał wówczas w ewidencji Powiatowej Komendy Uzupełnień Kraśnik.
Zmarł 15 lipca 1936. Został pochowany w Lublinie 18 lipca 1936. 

## Ordery i odznaczenia
- Krzyż Srebrny Orderu Wojskowego Virtuti Militari nr 222 – 1921[11]
- Krzyż Walecznych